# Ernst von Bergmann (ægyptolog)
 Der er flere personer med dette navn, se Ernst von Bergmann.
Ernst Ritter von Bergmann (født 4. februar 1844 i Wien, død 26. april 1892 sammesteds) var en østrigsk ægyptolog og oldgransker. 
Von Bergmann studerede i Wien og Göttingen, særligt østerlandske sprog. Han blev 1862 assistent ved mønt- og antiksamlingen i Wien, hvor hans fader, Josef von Bergmann, var direktør. Siden blev von Bergmann kustos for den ægyptiske samling i Wien. 1877—78 berejste han Ægypten, hvor han tog nøjagtige afskrifter af adskillige hieroglyfiske indskrifter, som han udgav 1879 med oversættelser, der udmærker sig ved mønsterværdig korrekthed. von Bergmann har desuden udgivet mange værdifulde afhandlinger, blandt andet i Jahrbuch der kunsthistorischen Sammlungen des Allerhöchsten Kaiserhauses, i hvilket tidsskrifts bind XIV Alexander Dedekind 1893 har beskrevet hans liv og opregnet hans skrifter.